# Grimston (Leicestershire)
 (octobre 2023).
Pour les articles homonymes, voir Grimston.
Grimston est une paroisse civile et un village du Leicestershire, en Angleterre.